# Эхо (мультфильм)
«Эхо» — короткометражный рисованный мультипликационный фильм студии «Союзмультфильм», снятый по сказке Юрия Короткова.
Третий из трёх сюжетов мультипликационного альманаха «Весёлая карусель» № 12.

## Сюжет
В густом лесу живёт, старичок-лесовичок Эхо. Целыми днями он повторяет, и усиливает услышанные звуки. Не только звуки природы слышны в чаще, всё больше шума создаёт человек, и это нервирует Эхо. Но услышав плач заблудившейся девочки, он приходит на помощь, выведя её к дому.

## Создатели
- Автор сценария и Кинорежиссёр — А. Мазаев[2]
- Художник-постановщик — Елизавета Жарова
- Роли озвучивали:
  - Клара Румянова — Девочка (В титрах не указана)
  - Юнна Мориц — Старик Эхо (В титрах не указан)
- Художники-мультипликаторы — Александр Дорогов, Юрий Мещеряков, Александр Панов
- Кинооператор — Борис Котов
- Звукооператор — Борис Фильчиков
- Редактор — Арнольд Григорян
- Директор съёмочной группы — Лилиана Монахова